# Los Restauradores (Distrito Nacional)
Los Restauradores es un sector residencial y comercial ubicado en la parte norte del Distrito Nacional, en Santo Domingo, capital de la República Dominicana. En 2010 contaba con una población de 10 807 habitantes. Tiene un área de 1.44 metros cuadrados y limita al norte con el sector San Gerónimo, al sur con Renacimiento, al este con El Millón y al oeste con Santo Domingo Oeste. Los Restauradores se caracteriza por su dinamismo urbano y su ubicación estratégica cerca de importantes avenidas como la Gregorio Luperón y 27 de febrero.
La población de Los Restauradores es predominantemente urbana y de clase trabajadora, con una importante presencia de pequeños y medianos negocios, instituciones educativas y centros comunitarios. Aunque no es uno de los sectores más antiguos del Distrito Nacional, ha tenido un crecimiento sostenido desde mediados del siglo XX, por lo que se mantiene como una comunidad activa dentro del entramado urbano de Santo Domingo. El sector cuenta con infraestructura básica como escuelas públicas, iglesias, pequeños centros de salud, así como acceso al transporte público.

## Historia
El origen del sector Los Restauradores se remonta a la expansión urbana que vivió Santo Domingo durante las décadas de 1950 y 1960. En sus inicios, el área era una mezcla de solares baldíos y viviendas dispersas, muchas de las cuales fueron construidas por familias trabajadoras que buscaban asentarse cerca del centro de la ciudad, sin alejarse de las principales fuentes de empleo.
El nombre del sector hace referencia a los próceres de la Restauración de la República Dominicana, evocando el patriotismo de la gesta del 16 de agosto de 1863. Esta identidad ha influido en el espíritu comunitario del sector, reflejándose en nombres de calles y centros educativos, y en la celebración de fechas patrias con eventos culturales y educativos organizados por juntas de vecinos y escuelas locales.
Durante las décadas de 1980 y 1990, Los Restauradores vivió un proceso de urbanización más formal, con mejoras en las vías de acceso, introducción del alumbrado público y desarrollo de servicios básicos.

## Economía
La economía del sector Los Restauradores se basa principalmente en el comercio informal, servicios técnicos, pequeños talleres y tiendas de provisiones. A lo largo de sus calles se pueden encontrar colmados, salones de belleza, repuestos de vehículos y comedores económicos, que sirven tanto a residentes como a visitantes de sectores aledaños.
Algunos residentes también trabajan en zonas industriales o comerciales cercanas como Herrera, Villa Juana o el área de la Avenida Duarte, lo que convierte al sector en una comunidad laboralmente activa. Existe una presencia creciente de emprendimientos familiares que han comenzado a incorporarse a plataformas digitales para ofrecer servicios de mensajería, comida rápida o productos hechos en casa.